# Утікон-ам-Зее
Утікон-ам-Зее (нім. Uetikon am See) — громада  в Швейцарії в кантоні Цюрих, округ Майлен.

## Географія
Громада розташована на відстані близько 100 км на схід від Берна, 16 км на південний схід від Цюриха.
Утікон-ам-Зее має площу 3,5 км², з яких на 43,3% дозволяється будівництво (житлове та будівництво доріг), 39,9% використовуються в сільськогосподарських цілях, 16,2% зайнято лісами, 0,6% не є продуктивними (річки, льодовики або гори).

## Демографія
2019 року в громаді мешкало 6201 особа (+8,1% порівняно з 2010 роком), іноземців було 21,3%. Густота населення становила 1792 осіб/км².
За віковим діапазоном населення розподілялося таким чином: 20,9% — особи молодші 20 років, 59% — особи у віці 20—64 років, 20,2% — особи у віці 65 років та старші. Було 2612 помешкань (у середньому 2,3 особи в помешканні).
Із загальної кількості 1480 працюючих 28 було зайнятих в первинному секторі, 240 — в обробній промисловості, 1212 — в галузі послуг.